# Tingulli 3
Tingulli 3 też jako Tingulli Trent – albański zespół z Kosowa wykonujący muzykę rap. Zespół powstał z inicjatywy Getoara Selimiego (ur. 1982), znanego również jako Ghetto Geasy lub Geti. Początkowo występowali w składzie trzyosobowym (Getoar Selimi, Jeton Topushen, Besa Gashi) z wokalistką, która po kilku miesiącach obecności w zespole wyjechała do USA. Zespół zawiesił swoją działalność na okres dwóch lat. Pierwszą piosenką, która po reaktywacji w 1998 i dołączeniu Agona Sylejmaniego przyniosła im ogromną popularność była śpiewana przez nich do dziś "Koha jone" (Nasz czas). W realizacji trzeciego albumu grupy wzięła udział czołówka albańskich wokalistek młodego pokolenia z Adeliną Ismaili, Elvaną Gjatą i Çiljetą Xhilagą. Od 2010 utwory grupy są nagrywane w założonym przez Selimiego studiu Babastars.

## Albumy[1]
- 1998: Prishtina Fucking' City
- 2002: alBOOMi i 2-të
- 2004: Tingulli 3 NT
- 2008: Pika per Vesh
- 2010: Ma i Madhi nVen